# Synegia inconspicua
Synegia inconspicua är en fjärilsart som beskrevs av Butler 1881. Synegia inconspicua ingår i släktet Synegia och familjen mätare. Inga underarter finns listade i Catalogue of Life.